# José Aldo dos Santos
José Aldo dos Santos (São Tiago, 30 de maio de 1942 – Oliveira, 15 de maio de 1994) foi um empresário, engenheiro agrônomo e político brasileiro.

## Biografia
Filho de José Geraldo dos Santos e de Maria Loreto dos Santos, ingressou na Faculdade de Agronomia da Universidade de São Paulo em 1964, onde se graduou quatro anos depois.
Em 1984, inicia sua carreira política ao se filiar ao PMDB, onde permaneceu até 1990, quando se filiou ao PRS, criado para a disputa das eleições estaduais do mesmo ano e que teve candidaturas registradas apenas em Minas Gerais. José Aldo foi o 26.º deputado federal mais votado (35 101 votos), sendo um dos quatro parlamentares eleitos pela legenda, que também destacou-se ao eleger Hélio Garcia para o governo estadual. Esta foi a única disputa eleitoral de sua carreira.
Votou a favor do impeachment do presidente Fernando Collor de Mello em 1992, deixando o PRS quando o partido teve o registro negado pelo TRE. Em 1993 filia-se ao PTB.

## Morte
Faleceu num acidente automobilístico, próximo ao município de Oliveira, aos 51 anos. Em seu lugar, foi efetivado o suplente José Ulisses.